# David d’Avray
David d’Avray (* 3. Februar 1952 in Lusaka) ist ein britischer Historiker.

## Leben
Er erwarb einen Bachelor in History im St John’s College (Cambridge) (1970–1973) und einen Ph. D. (The Transformation of the Medieval Sermon) (1973–1976). Er wurde 1977 Lecturer, 1993 Reader und 1996 Professor am University College London. 2005 wurde er zum Mitglied (Fellow) der British Academy gewählt.
Seine Forschungsschwerpunkte sind Religionsgeschichte des Mittelalters und Geschichte des Papsttums.

## Schriften (Auswahl)
- Medieval marriage. Symbolism and society. Oxford 2005, ISBN 0-19-820821-9.
- Medieval religious rationalities. A weberian analysis. Cambridge 2010, ISBN 978-0-521-18682-7.
- Papacy, monarchy and marriage, 860–1600. Cambridge 2015, ISBN 978-1-107-06253-5.
- Papal jurisprudence, c. 400. Sources of the Canon law tradition. Cambridge 2019, ISBN 978-1-108-47293-7.